# Fraktál

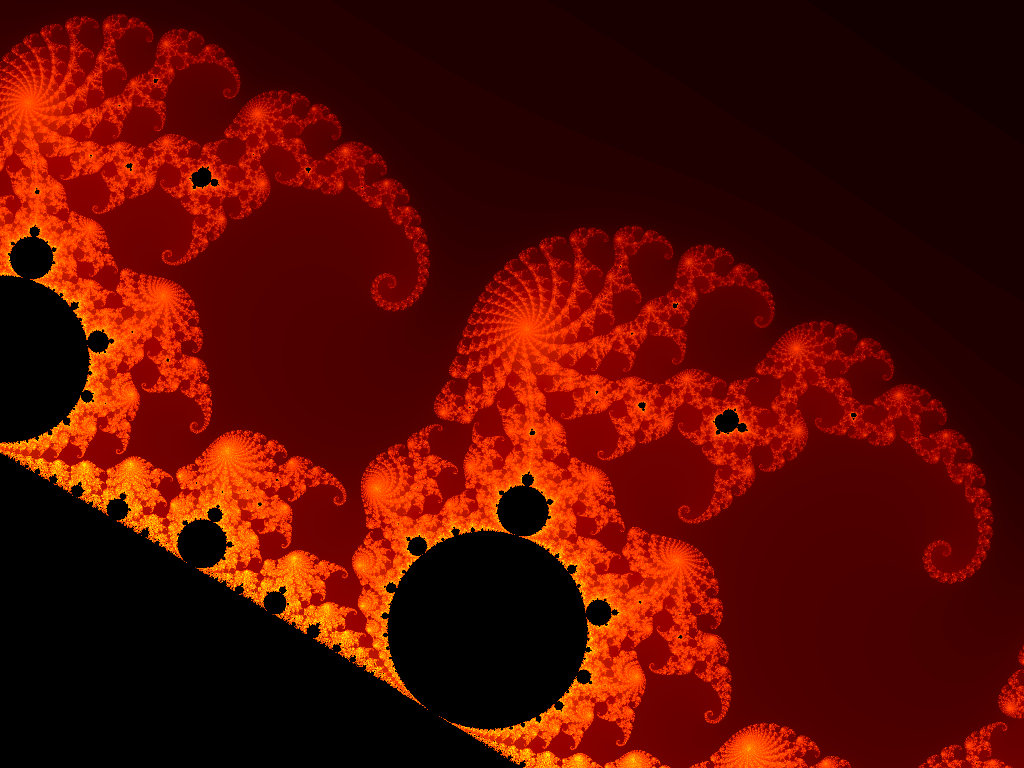
Detail Mandelbrotovy množiny, jednoho z nejznámějších fraktálů

Fraktál je podle původní Mandelbrotovy definice množina, jejíž Hausdorffova dimenze je větší než dimenze topologická. Lze jej také definovat poněkud jednodušeji (méně obecně) jako geometrický objekt, který má následující vlastnosti:
- je soběpodobný – znamená to, že pokud daný útvar pozorujeme v jakémkoliv měřítku či rozlišení, pozorujeme stále opakující se určitý charakteristický tvar (motiv);
- mívá na první pohled velmi složitý tvar, ale je generován opakovaným použitím jednoduchých pravidel.

Fraktály se jeví coby nejsložitější geometrické objekty, které současná matematika zkoumá, mají však často překvapivě jednoduchou matematickou strukturu.

## Etymologie
Termín fraktál použil poprvé matematik Benoît Mandelbrot v roce 1975. Pochází z latinského fractus – rozbitý. Podobné objekty byly známy v matematice již dlouho předtím (např. Kochova křivka). B. Mandelbrot navázal na článek Deux types fondamentaux de distribution statistique (vyšlo česky v roce 1941 ve Statistickém obzoru, r. 22, str. 171–222, pod názvem Přírodní dualita statistického rozložení) českého geografa, demografa a statistika Jaromíra Korčáka z roku 1938.

## Druhy fraktálů
| Celá Mandelbrotova množina |
| Mandelbrot zvětšen 6x |
| Mandelbrot zvětšen 100x |
| Mandelbrot zvětšen 2000x |
| Dokonce 2000 násobné zvětšení Mandelbrotova fraktálu nesníží kvalitu nejjemnějších detailů jež stále mají charakteristický tvar celého obrazce. |

Jsou známy tyto druhy fraktálních útvarů:
1. L-systémy
2. IFS
3. TEA

## Přírodní fraktály
Mnoho přírodních tvarů je možné modelovat fraktální geometrií, například hory, mraky, sněhové vločky, stromy, řeky a nebo cévní systém. Dobrým příkladem organického fraktálu je romanesko (druh květáku).
Často se tvary stromů a kapradiny v přírodě modelují na počítačích použitím rekurzivních algoritmů.

## Generování fraktálů
Fraktály mohou být jednoduše generovány na počítačích. Existuje spousta softwarů, které umožňují generování fraktálních útvarů.
- Fractint (multiplatformní)
- Sterling Fractal – pokročilý program pro generování fraktálů pro operační systém Microsoft Windows naprogramovaný Stephenem Fergusonem
- XaoS – rychlý real-timový prohlížeč fraktálů (domovská stránka)
- Electric Sheep – opensource distribuovaný software tvořící animace fraktálů

- Kalles Fraktaler, MandelMachine, Fractal Explorer, XaOs, Frax, Jux – zoom v mandelbrotově množině
- Flam3, Apophysis, jWildfire, Chaotica, Fractorium – IFS 2D
- Incendia, Xenodream, Mandelbulb3D, Mandelbulber – Escape-time/IFS 3D
- UltraFractal, Vision Of Chaos – univerzální

### Související články

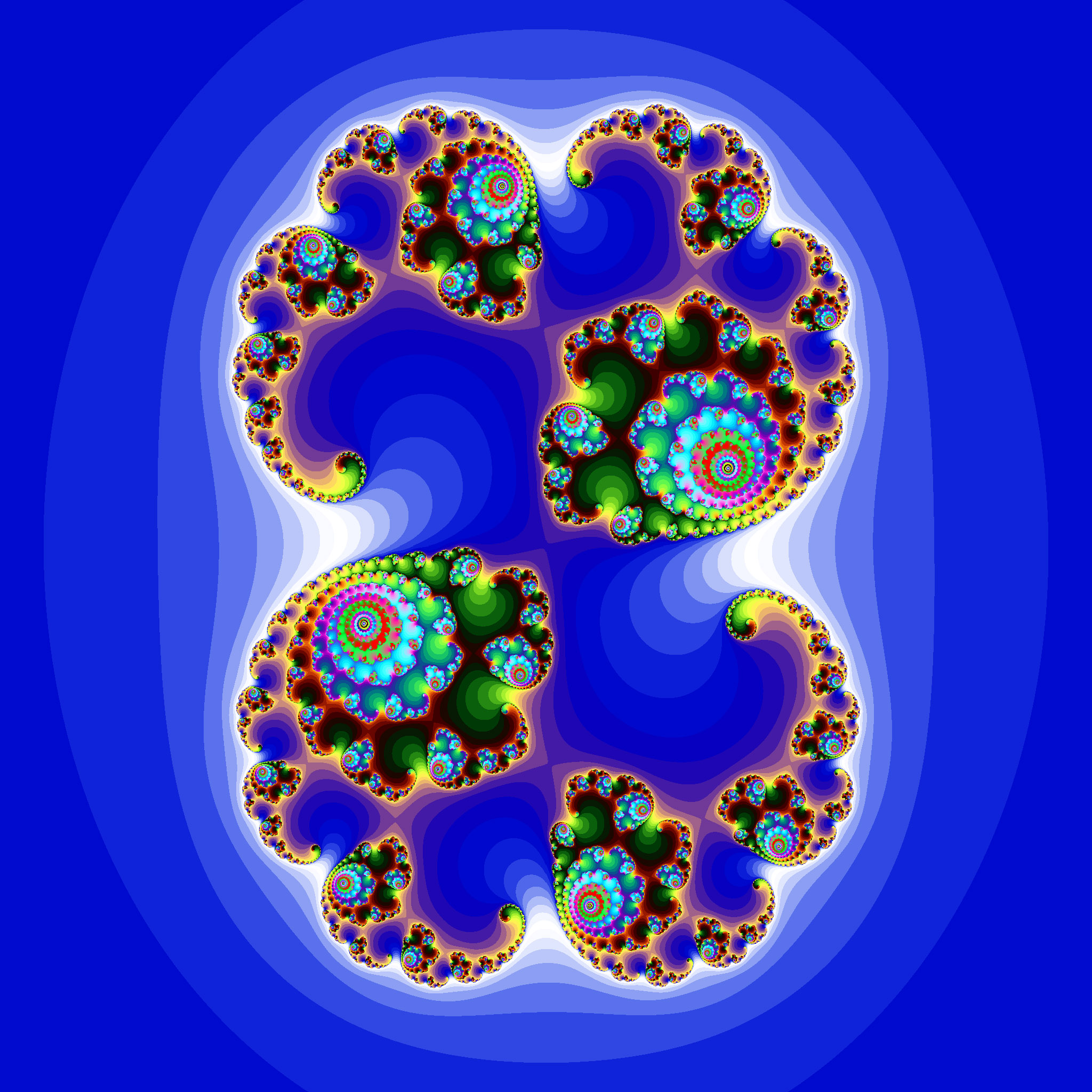
Juliova množina

### Audiovizuální dokumenty
- Fractals: The Colors of Infinity, dokument, 53 minut, režie Nigel Lesmoir - Gordon